# Ernst Adolf Räuschel
Ernst Adolf Raeuschel, né en 1740 et mort en 1800, est un lichénologue allemand, actif entre 1772 et 1797. Il est spécialisé dans les bryophytes et les spermatophytes,. Parfois orthographié Rauschel.
Il est l'auteur de Nomenclator botanicus omnes plantas : ab illustr. Carolo a Linné descriptas aliisque botanicis temporis recentioris detectas enumerans. Certaines des espèces végétales décrites par Raeuschel comprennent Allophylus cobbe, Callicarpa dichotoma et Elephantopus carolinianus,,. Le stereocaulon ramulosum est décrit par Raeuschel en 1797.

## Œuvres
- Nomenclator botanicus omnes plantas ab illust. C. a Linné descriptas aliisque botanicis... detectas enumerans, Editio tertia, Lipsiae, 1797.